# Alaigne
Alaigne is een gemeente in het Franse departement Aude (regio Occitanie) en telt 297 inwoners (2005). De plaats maakt deel uit van het arrondissement Limoux.

## Geografie
De oppervlakte van Alaigne bedraagt 13,8 km², de bevolkingsdichtheid is 21,5 inwoners per km².

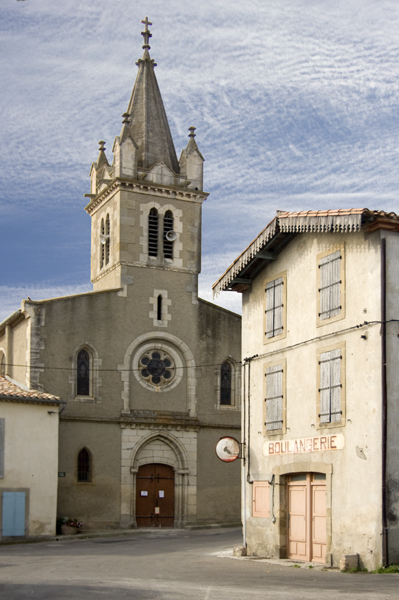
Kerk

De onderstaande kaart toont de ligging van Alaigne met de belangrijkste infrastructuur en aangrenzende gemeenten.

## Demografie
Onderstaande figuur toont het verloop van het inwonertal (bron: INSEE-tellingen).

Vanwege een beveiligingsprobleem met de MediaWiki Graph-software is het momenteel niet mogelijk deze grafiek weer te geven. Zodra de software is bijgewerkt zal de grafiek vanzelf weer zichtbaar worden.